# Theodore Whitmore
Theodore Whitmore (Montego Bay, 1972. augusztus 5. –) jamaicai válogatott labdarúgó.

## Fordítás
- Ez a szócikk részben vagy egészben  a   Theodore Whitmore című angol Wikipédia-szócikk fordításán alapul.  Az eredeti cikk szerkesztőit annak laptörténete sorolja fel. Ez a jelzés csupán a megfogalmazás eredetét és a szerzői jogokat jelzi, nem szolgál a cikkben szereplő információk forrásmegjelöléseként.